# ناحیه حمر العین
دائرة حمر العین (به عربی: دائرة حمر العین) یک سکونتگاه مسکونی در الجزایر است که در استان تی‌پازه واقع شده‌است.